# Zamek Knutstorp
Zamek Halmstad (duński Knudstrup, szw. Knutstorps slott) – szwedzki zamek położony w gminie Svalöv, Skania.
Zamek został wybudowany w XVI wieku, gdy Skania należała do Danii. Zleceniodawcą był duński szlachcic Otte Brahe. W zamku urodzili się Tycho Brahe oraz jego siostra Sophia. 
Zamek obecnie należy do rodziny Wachtmeister.